# Ed Naha
Ed Naha est un producteur et scénariste américain né en 1950.

## Biographie
Il a participé en août 1979 au tout premier numéro du magazine Fangoria, sous le pseudonyme de Joe Bonham.

## Œuvres

### Romans
- (en) The Con Game, 1986
- Robocop, J'ai lu, 1987 ((en) Robocop, 1987)
- (en) Breakdown, 1988
- Dead Bang, J'ai lu, 1989 ((en) Dead-Bang, 1989)
- (en) On the Edge, 1989
- SOS Fantômes II, Pocket, 1989 ((en) Ghostbusters II, 1989)
- (en) Orphans, 1989
- (en) Razzle-Dazzle, 1990
- Robocop 2, J'ai lu, 1990 ((en) Robocop 2, 1990)
- (en) Cracking Up

## Filmographie

### comme scénariste
- 1984 : Oddballs
- 1986 : Troll
- 1987 : Les Poupées (Dolls)
- 1989 : C.H.U.D. II - Bud the Chud
- 1989 : Chérie, j'ai rétréci les gosses (Honey, I Shrunk the Kids)
- 1997 : Omega Doom

### comme producteur
- 1996 : Les Aventures de Sinbad (The Adventures of Sinbad) (série TV)
- 1998 : Un chenapan au far-west (The Ransom of Red Chief) (TV)